# Turner Publishing Company
Turner Publishing Company est une maison d'édition américaine indépendante basée à Nashville dans le Tennessee. La société figure parmi les 101 premières maisons d'édition indépendantes aux États-Unis, d'après Bookmarket.com et a été nommée à quatre reprises sur la liste des éditeurs du Publishers Weekly qui connaît la croissance la plus rapide.

## Historique
Turner Publishing Company a été fondée en 1984 à Paducah, dans le Kentucky, en tant qu’éditeur de livres. 
De 1984 à 2005, l'entreprise a publié des titres spécialisés et commémoratifs axés sur l'histoire. Au cours de cette période, Turner Publishing Company a produit plus de cinq cents titres dans les catégories de l'histoire militaire, de l'histoire locale et de l'histoire organisationnelle, notamment : History of the FDNY (New York City Fire Department) et de la 101st Airborne Division. 
En 2002, l'entreprise a été vendue à une nouvelle direction et déménagée à Nashville, Tennessee. Turner s'est lancée dans l'édition spécialisée avec un programme de titres d'histoire régionale en 2005. Cette série de livres de photographie d'histoire locale, intitulée "Historic Photos", comptait plus de quatre cents titres et s'est vendue dans tout le pays par l'intermédiaire de tous les principaux détaillants de livres ayant de nombreux best-sellers sur les marchés locaux. 
Après avoir lancé sa première liste de titres commerciaux nationaux en 2007, Turner continue de produire une liste diversifiée d'une moyenne de 25 nouveaux titres de fiction et de non-fiction d'auteurs de renom. 
En 2009, Turner a entrepris un programme d'acquisition, en commençant par l'achat de plus de 400 titres provenant de la vente de Cumberland House. L'année suivante, Turner a acquis la division des livres d'Ancestry.com, ainsi que les actifs de Fieldstone Alliance, un éditeur de livres d'affaires pour les organismes sans but lucratif. Turner a ensuite acquis certains actifs de Providence House, y compris les droits de l'auteur à succès Eugenia Price. 

Ayant atteint la capacité de son installation de distribution d'ici 2011, Turner a confié la distribution de ses titres à Ingram Publisher Services. En 2013, Turner a acquis plus de 1 000 objets d'artisanat, animaux domestiques et titres d'intérêt général de John Wiley & Sons. En 2014, Turner a acquis Hunter House Publishers.  En 2016, Turner a acquis Jewish Lights Publishing et trois autres publications de LongHill Partners.  En 2018, Turner a acquis Gurze Books

## Livres et auteurs notables
Turner a plus de 2 000 titres, dont 14 auteurs à succès
- Alan Dershowitz – The Case for Israel
- Keith Olbermann - Worst Person in the World
- Jack Cafferty – It’s Getting Ugly Out There
- Don Felder - Heaven and Hell
- Tedy Bruschi - Never Give Up
- Barney Hoskyns - Hotel California
- Barbara Wood - Domina ; sous le pseudonyme Kathryn Harvey - Papillon
- Peter D. Kiernan - Becoming China's Bitch
- Sheri Reynolds
- Alice Randall
- Deepak Chopra
- Steven Pratt
- Keith et Kent Zimmerman
- Eugenia Price
- Bonbons Orthographe
- Scott Simon
- William F. Buckley
- William La Chaleur Mineure
- Eleanor Clift
- Jack Nicklaus
- Hank Haney
- Dr. Ruth Westheimer
- Kirk Douglas
- Tony Curtis